# TV Oeste (Formiga)
A TV Oeste foi uma emissora de televisão com sede no município brasileiro de Formiga, no estado de Minas Gerais. Retransmite a programação da Rede Minas, além de gerar programas locais. É de propriedade da Fundação Educativa e Cultural de Integração do Oeste de Minas.
Seu sinal alcança diversas cidades do sul e centro oeste do estado, como Formiga, Campo Belo, Candeias, Arcos, entre outras.

## Programação
A programação é voltada inteiramente para a região onde está inserida. O canal produz telejornais e programas que divulgam eventos festivos para todas as cidades de sua área de cobertura. Também possui espaços em sua grade que são destinados a pequenos comunicadores das cidades adjacentes. Entre os programas principais estão: Oeste Notícias,  Jornal Minas, entre outros.[carece de fontes?]